# Sonika Manandhar
Sonika Manandhar (Katmandú, 17 de enero de 1990) es una ingeniera informática y emprendedora social nepalesa. Es cofundadora de una empresa de tecnología financiera llamada Aeloi Technologies, una organización que ayuda a financiar a mujeres con pequeños emprendimientos a través de tokens digitales. Recibió el premio "Jóvenes Campeones de la Tierra" del Programa de las Naciones Unidas para el Medio Ambiente en 2019 y el premio Explorador Emergente 2020 de la National Geographic Society.

## Biografía
Manandhar nació en Katmandú, Nepal. Se graduó como ingeniera informática de la Facultad de Ingeniería de Katmandú, en la Universidad de Tribhuvan, y comenzó a trabajar en el Centro de Innovación de Microsoft Nepal como ingeniera de software en 2011. Manandhar es exalumna de la Universidad de la Singularidad y exalumna del Instituto de Investigación Aeroespacial de Corea, donde asistió con una beca para asistir a una capacitación en 2018. En 2017, fue la primera nepalí a la que se le ofreció una beca para ir al programa de Silicon Valley llamado Programa de Soluciones Globales  en la NASA en California. Durante su tiempo en la Universidad de la Singularidad, estudió tecnologías exponenciales como robótica, inteligencia artificial, blockchain, entre otras. Su empresa fue seleccionada entre 3 empresas para presentar en la Cumbre Global de la Universidad de la Singularidad en Silicon Valley.
Manandhar también ha sido una defensora de las personas ciegas y ha trabajado para capacitar a personas ciegas mediante herramientas informáticas. En 2013 estableció un laboratorio de computación y participó en la búsqueda de nuevas formas de enseñar informática a estudiantes ciegos.

## Premios y reconocimientos
En 2019, Manandhar fue nombrada "Joven Campeón de la Tierra" por el Programa de las Naciones Unidas para el Medio Ambiente (PNUMA).
El Programa de las Naciones Unidas para el Medio Ambiente la incluyó como uno de los seis ejemplos de liderazgo climático en el Día de la Mujer junto a Christiana Figueres, Greta Thunberg, Anne Hidalgo, Carolina Schmidt y Kibarisho Leintoi. También fue ganadora del premio ODS 9: Infraestructura, industria e innovación del Desafío Lead 2030 de Un Mundo Joven patrocinado por Standard Chartered, con una financiación inicial de 50.000 dólares.
En 2020, Sonika Manandhar fue nombrada Exploradora Emergente 2020 de la National Geographic Society. National Geographic Society elige a ocho agentes de cambio globales que realizan un trabajo innovador como la clase de exploradores emergentes que transformarán sus campos y ampliarán nuestra comprensión de nuestro mundo y todo lo que hay en él.